# 双斑维达雀
，是雀形目维达雀科的一种鸟类。

## 特征
双斑维达雀体重约12.8克，翼长约67.2毫米，喙宽度约4.3毫米，喙厚度约5.9毫米，嘴峰长约10.1毫米，跗蹠长约14.7毫米，尾长约42.3毫米。
双斑维达雀是留鸟，栖息在森林，它们是植食性动物，主要以植物的种子或坚果为食。它们分布在赞比亚、坦桑尼亚西南部、马拉维和津巴布韦。